# Chloroclystis analyta
Chloroclystis analyta là một loài bướm đêm trong họ Geometridae.